# Great Western

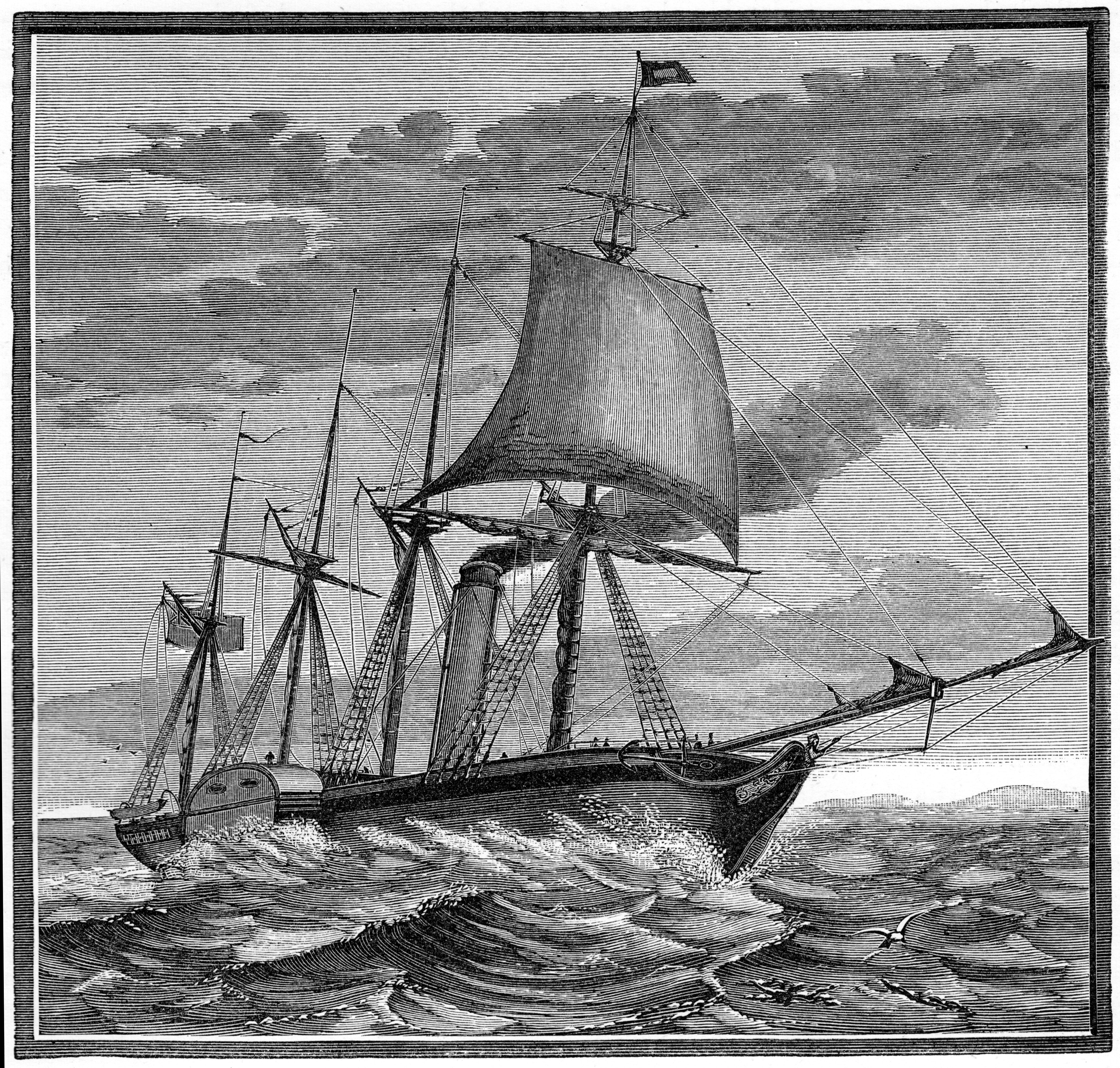
Gravure du SS Great Western.

Le Great Western était un navire à vapeur, en bois et de 1 340 tonneaux, le premier construit spécifiquement pour la traversée de l'Atlantique et affrété pour le compte de la Great Western Steamship Company.

## Genèse
À l'époque, le principal problème des navires à vapeur est l'autonomie : les machines de ce temps, à basse pression et dépourvues de condenseurs sont des véritables dévoreuses de charbon.
Les longues traversées (comme la transatlantique) supposent d'embarquer du combustible dans toutes les soutes, et même dans les locaux des passagers ou en pontée, réduisant à rien leur rentabilité commerciale ; à tel point que le Sirius, rival du Great Western, parfaitement solide et marin, éprouvé par mauvais temps sur la ligne Bristol - Cork en mer d'Irlande devra finir sa « transat » en brûlant les vergues de rechange, les rambardes des ponts et les cloisons des cabines.
Brunel se rend compte que la capacité en charbon augmente en raison de la puissance cubique du volume des soutes, tandis que la résistance à l'avancement croît en proportion du carré de la surface immergée du maître couple… en d'autres termes il faut réaliser un navire beaucoup plus grand, qui pourra utiliser une machine proportionnellement moins puissante.
Dans cette logique, Brunel envisage (et fera construire) des navires toujours plus grands, jusqu'à l'immense Great Eastern, techniquement réussi mais trop grand pour être rentable.
Lors du banquet d'inauguration de la Great Western line (chemin de fer Londres - Bristol) Brunel porte un toast à la réussite de l'entreprise et propose de prolonger la ligne « jusqu'à New-York ». Il y expose ses vues techniquement audacieuses et qui seront l'objet de controverses.
Le président d'une société savante de l'époque dira : « On pourra aller d'Angleterre en Amérique par étapes avec un navire à vapeur, mais y aller directement est aussi chimérique que de vouloir aller dans la lune ».

## Historique
Ayant convaincu non sans mal les financiers de la Great Western Line, Isambard Kingdom Brunel fait construire le Great Western aux chantiers navals de Bristol, en 1837. Propulsé par une machine à vapeur agissant sur des roues à aubes, le navire dispose, en cas de défaillance de la machine, d'un gréement à voile de 4 mâts.
En 1838, il s'empare du Ruban bleu en traversant l'Atlantique en 15 jours 10 heures 30 minutes, soit une vitesse moyenne de 8,9 nœuds, contre 19 jours et 6,7 nœuds pour le Sirius qui l'a devancé d'un jour en partant une semaine plus tôt. Un incendie, qui l'a immobilisé 48 heures à Bristol, l'empêche de justesse d'être le premier détenteur du trophée. Son retour entre New-York et Bristol se fait même avec un jour de moins.
Plus grand et plus rapide navire transatlantique de son époque, il effectue soixante-dix traversées entre 1838 et 1844 et reprend, en 1843, le Ruban bleu au navire de la Cunard Line (le Columbia) qui s'en était emparé en 1841. Il détient le trophée encore deux ans avant d'être de nouveau battu par un autre navire de la Cunard, le Cambria.
Il est revendu en 1847 à la Royal Mail Steam Packet Company et navigue encore durant 10 ans.
En 1855, il participe à la Guerre de Crimée comme transport de troupes de la Royal Navy, peu de temps avant d'être démobilisé en 1856 puis démoli en 1857.

## Adaptations littéraires
Le Great Western n'a pas bénéficié d'une œuvre véritablement connue qui lui serait dédiée, contrairement à son successeur (bien plus grand que lui) le Great Eastern, auquel Jules Verne a consacré un court roman, Une ville flottante.
Toutefois, la course avec le Sirius pour la première traversée transatlantique a inspiré un épisode du Tour du monde en quatre-vingts jours, et fourni une partie de sa matière au roman de Jean-Jacques Antier : La Plus Belle Course transatlantique.

### Sources
- Christian Mars, Paquebots de légende, Flammarion, 2003  (ISBN 2082008266)
- Alain Bombard, Aventuriers de la Mer, Ancre de Marine, 2015  (ISBN 9782841413010)
- Fiche du Great Western sur Theshipslist, The Shipslist.com, consulté le 19 novembre 2010